# Circondario di Sora
Il circondario di Sora era una divisione amministrativa della provincia di Terra di Lavoro.

## Storia
Con la Legge Rattazzi fu istituito il circondario come organo amministrativo subordinato alla provincia. L'antico distretto di Sora, nella provincia di Terra di Lavoro del regno delle due Sicile, diveniva circondario di Sora, all'interno della provincia di Terra di Lavoro italiana e acquisiva il mandamento di Pontecorvo, precedentemente distretto della delegazione apostolica di Frosinone nello Stato Pontificio.
Il circondario di Sora fu soppresso nel 1927, come tutti i circondari italiani; il suo territorio venne incluso nella nuova provincia di Frosinone.

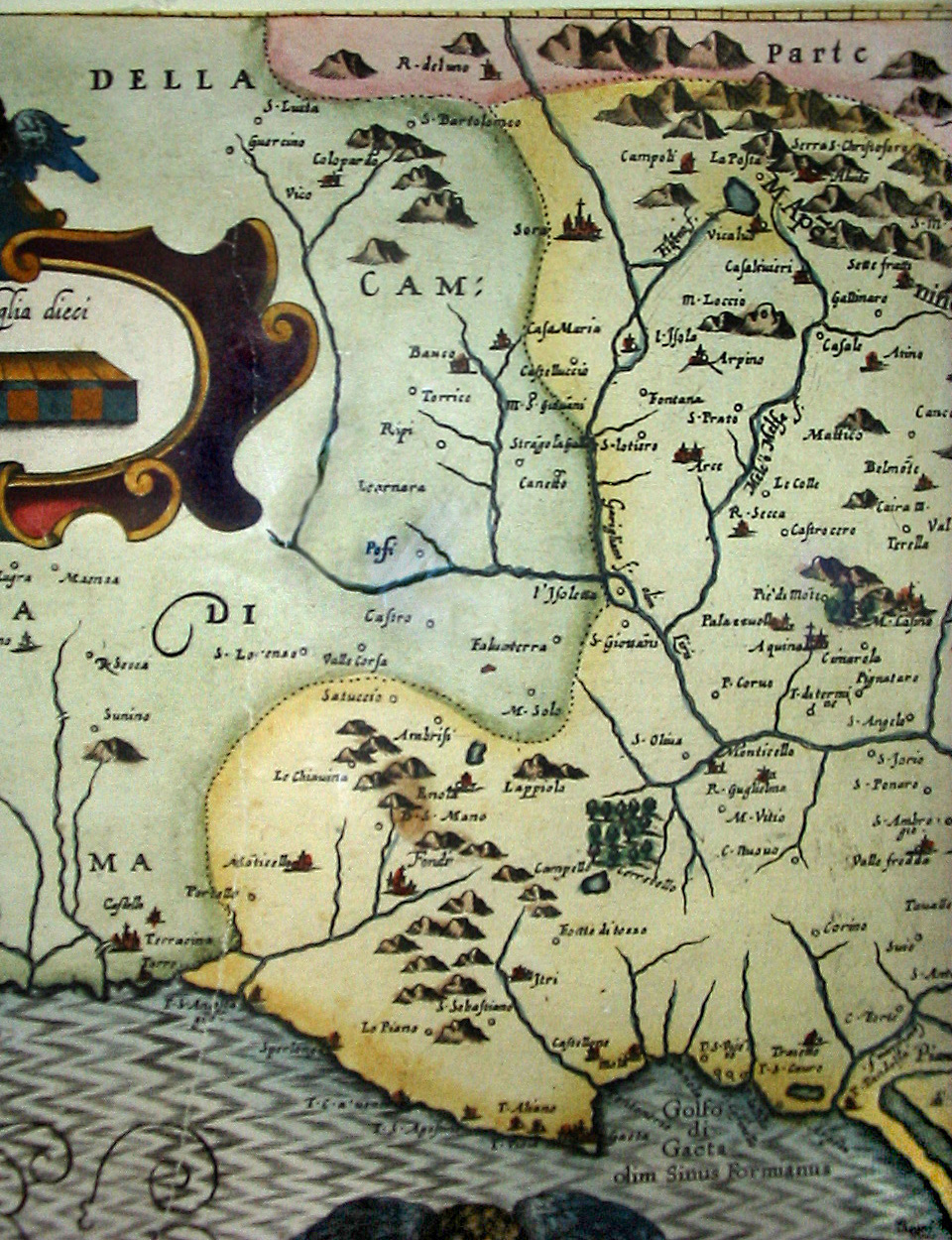
Terra di lavoro nel '700

## Geografia antropica

### Suddivisioni amministrative
Nel 1863, la composizione del circondario era la seguente:
- mandamento I di Alvito (comuni di Alvito; San Donato Val di Comino; Settefrati; Vicalvi)
- mandamento II di Arce (comuni di Arce; Fontana Liri; Rocca d'Arce)
- mandamento III di Arpino (comuni di Arpino; Casalvieri; Fontechiari; Santo Padre)
- mandamento IV di Atina (comuni di Atina; Belmonte Castello; Casalattico; Picinisco; Villa Latina)
- mandamento V di Cervaro (comuni di Cervaro; San Biagio; Sant'Ambrogio sul Garigliano; San Vittore; Vallerotonda; Viticuso ed Acquafondata)
- mandamento VI di Pontecorvo (comune di Pontecorvo)
- mandamento VII di Roccasecca (comuni di Aquino; Colle San Magno; Palazzolo di Castrocielo; Roccasecca)
- mandamento VIII di San Germano (comuni di San Germano; Piedimonte San Germano; Pignataro d'Interamno; Sant'Elia Fiumerapido; Terelle; Villa Santa Lucia)
- mandamento IX di Sora (comuni di Broccostella; Campoli Appennino; Castelluccio di Sora; Isola del Liri; Pescosolido; Sora)

## La provincia di Frosinone

Lo stemma della provincia di Frosinone con le cornucopie di Terra di Lavoro.

La grande suddivisione amministrativa, politica e religiosa in cui versava il territorio scoraggiò (allorché fu soppressa nel 1927 la provincia di Terra di Lavoro) l'istituzione di una provincia lirinate. Già dal 1921 si avanzarono proposte per la soppressione di alcuni circondari, ma si escluse ampiamente questa possibilità per il circondario di Frosinone, come per il circondario di Sora; il primo «centro di una vasta zona lontana da Roma», il secondo perché «vi fioriscono industrie...» ed «ha tradizioni e costumi diversi».
Il circondario di Sora venne soppresso nel 1927, come tutti i circondari italiani; il territorio circondariale passò alla nuova provincia di Frosinone.

## Galleria d'immagini

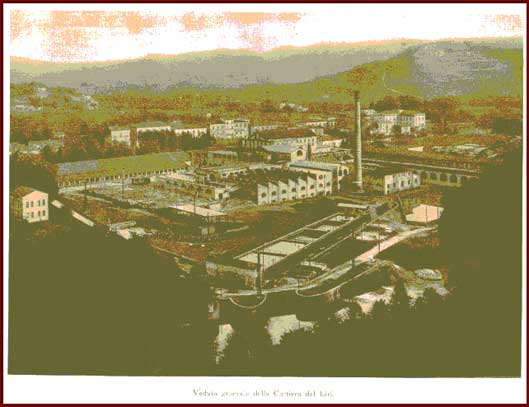
Le cartiere Meridionali ad Isola del Liri in una foto storica.
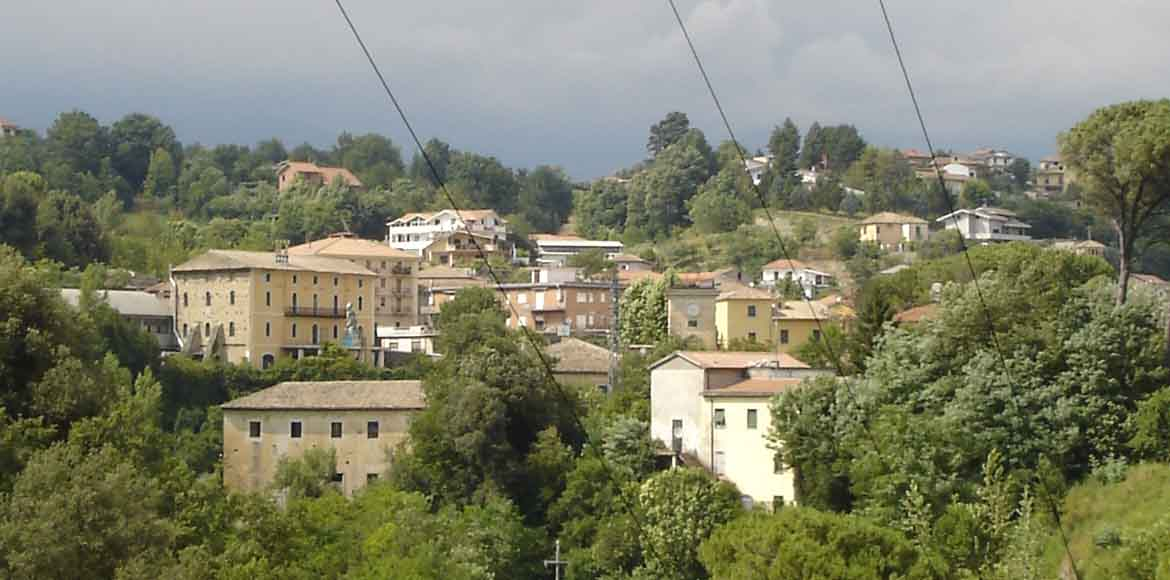
Anitrella: lo storico quartiere industriale
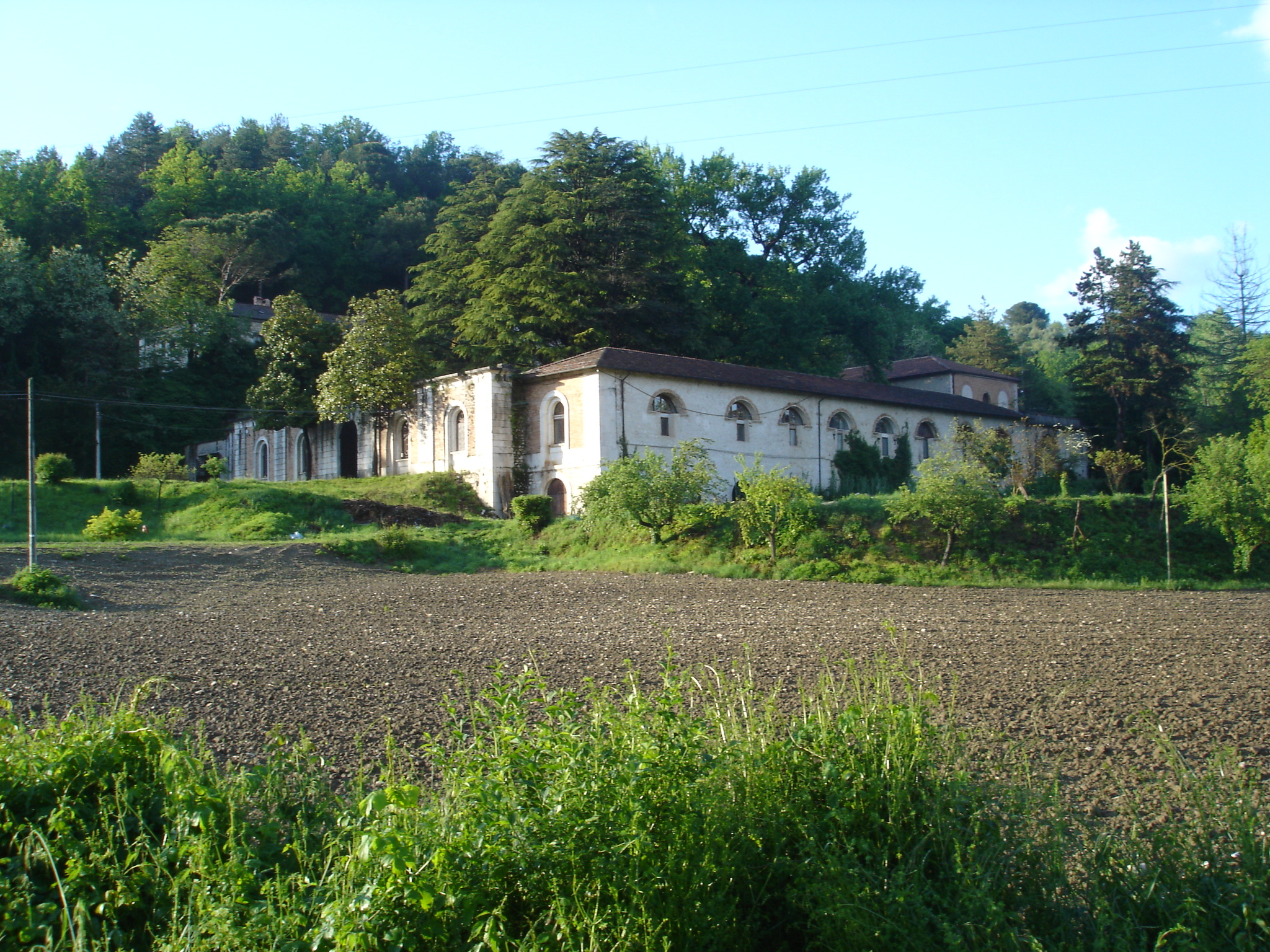
Atina inferiore: la ferriera Mancini
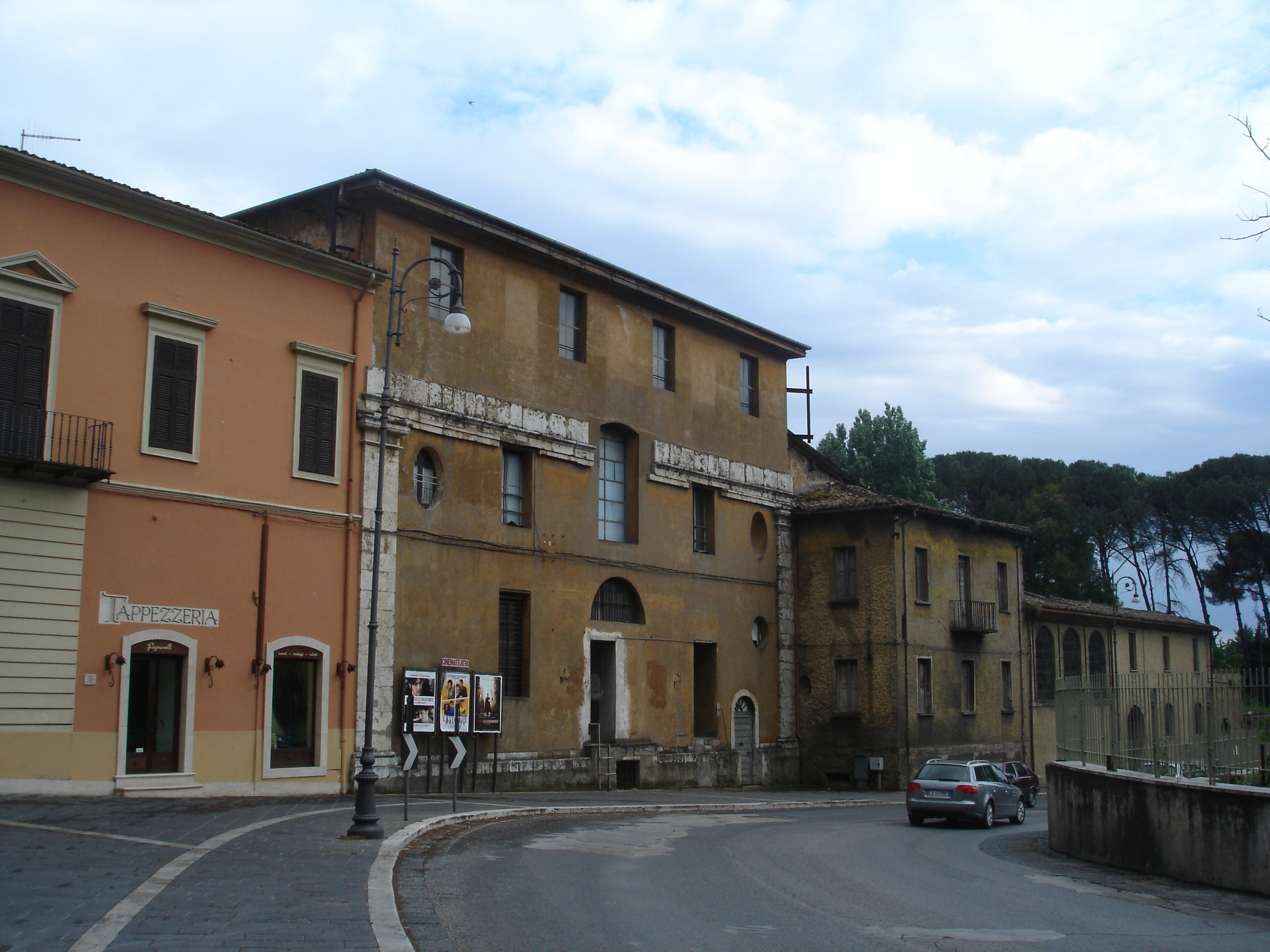
Isola del Liri superiore: Palazzo Fibreno
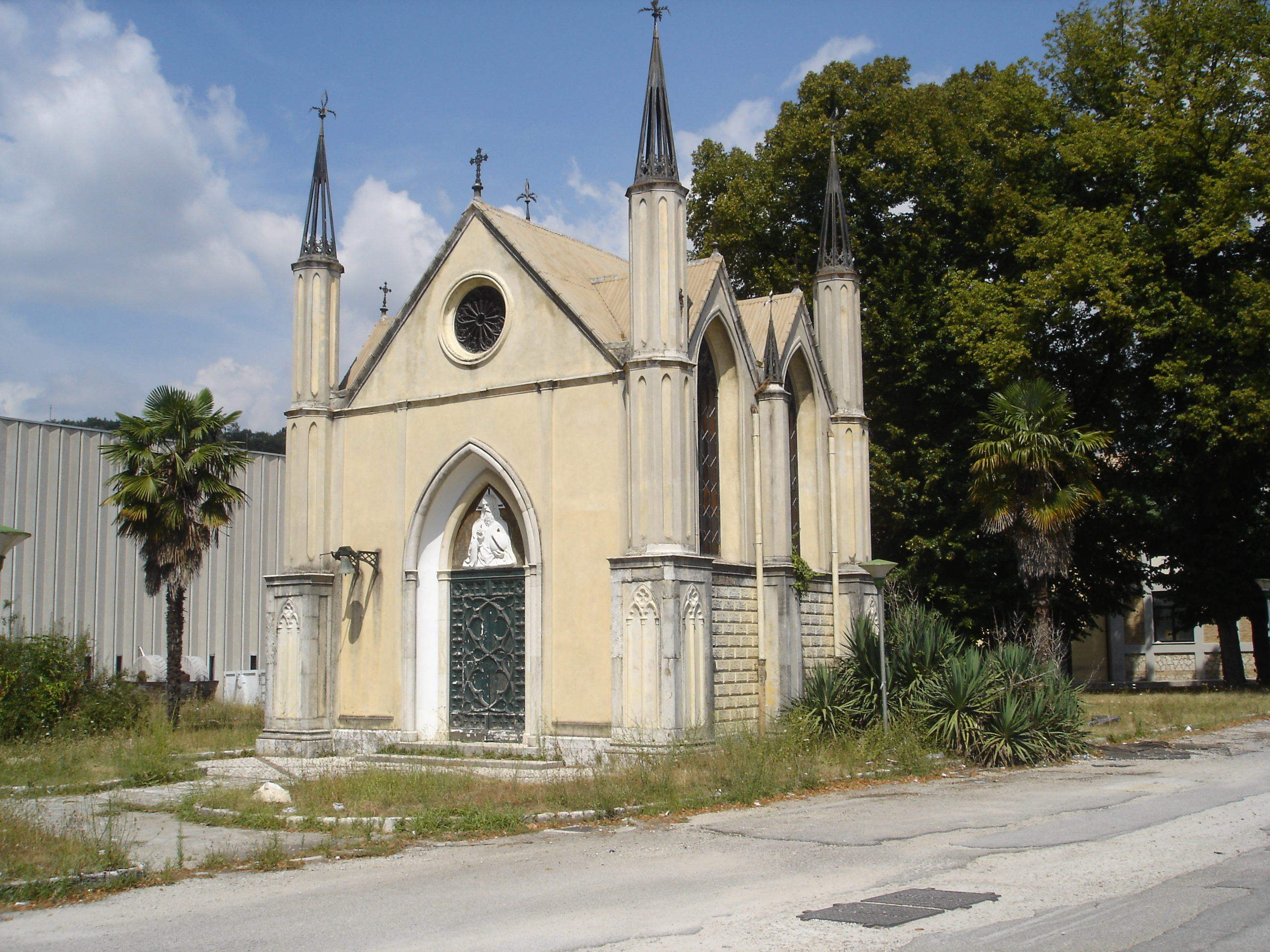
Isola del Liri superiore: cappella neogotica all'interno delle cartiere meridionali (XIX sec.)
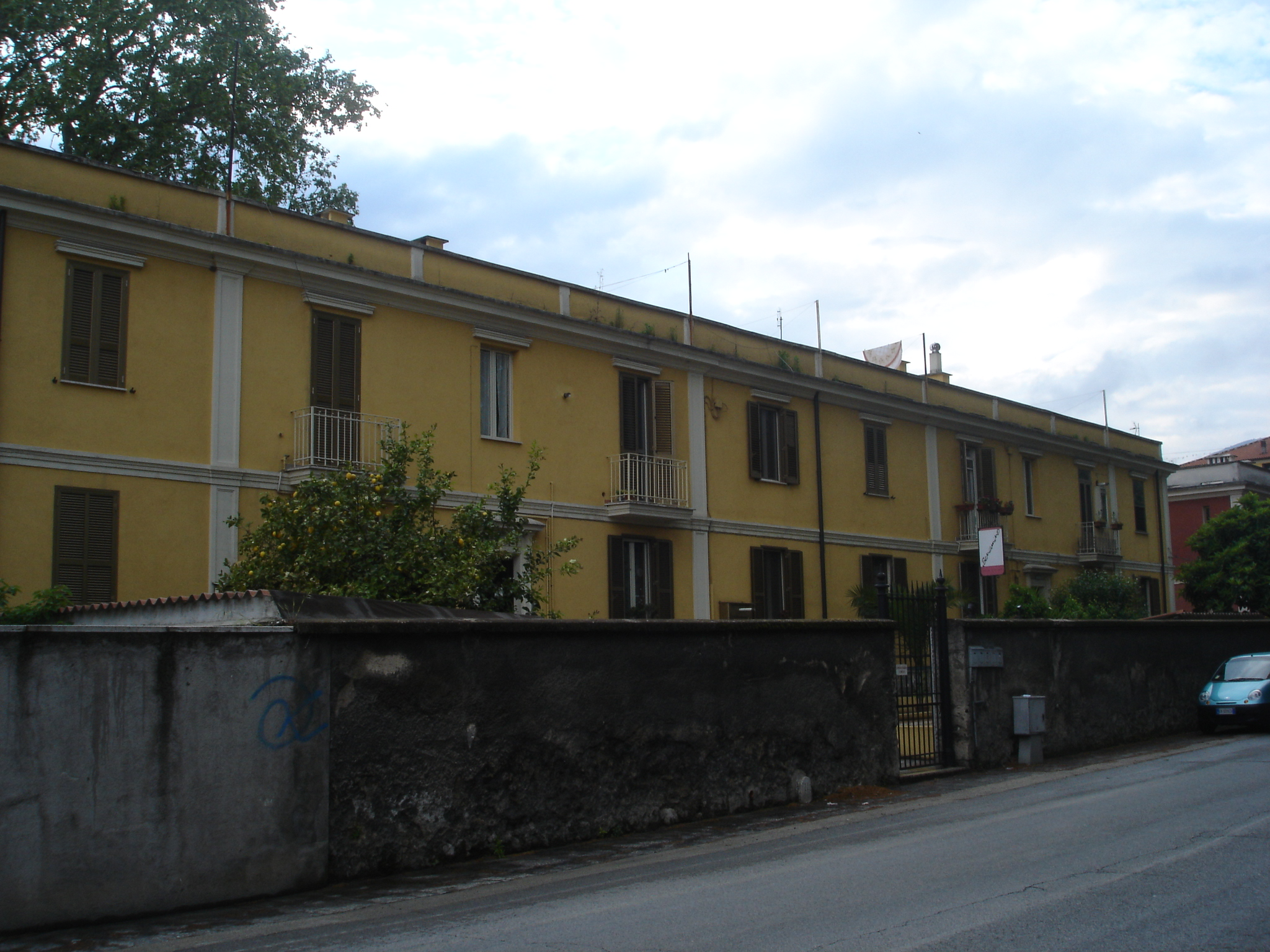
Isola del Liri superiore: Borgonuovo, quartiere operaio
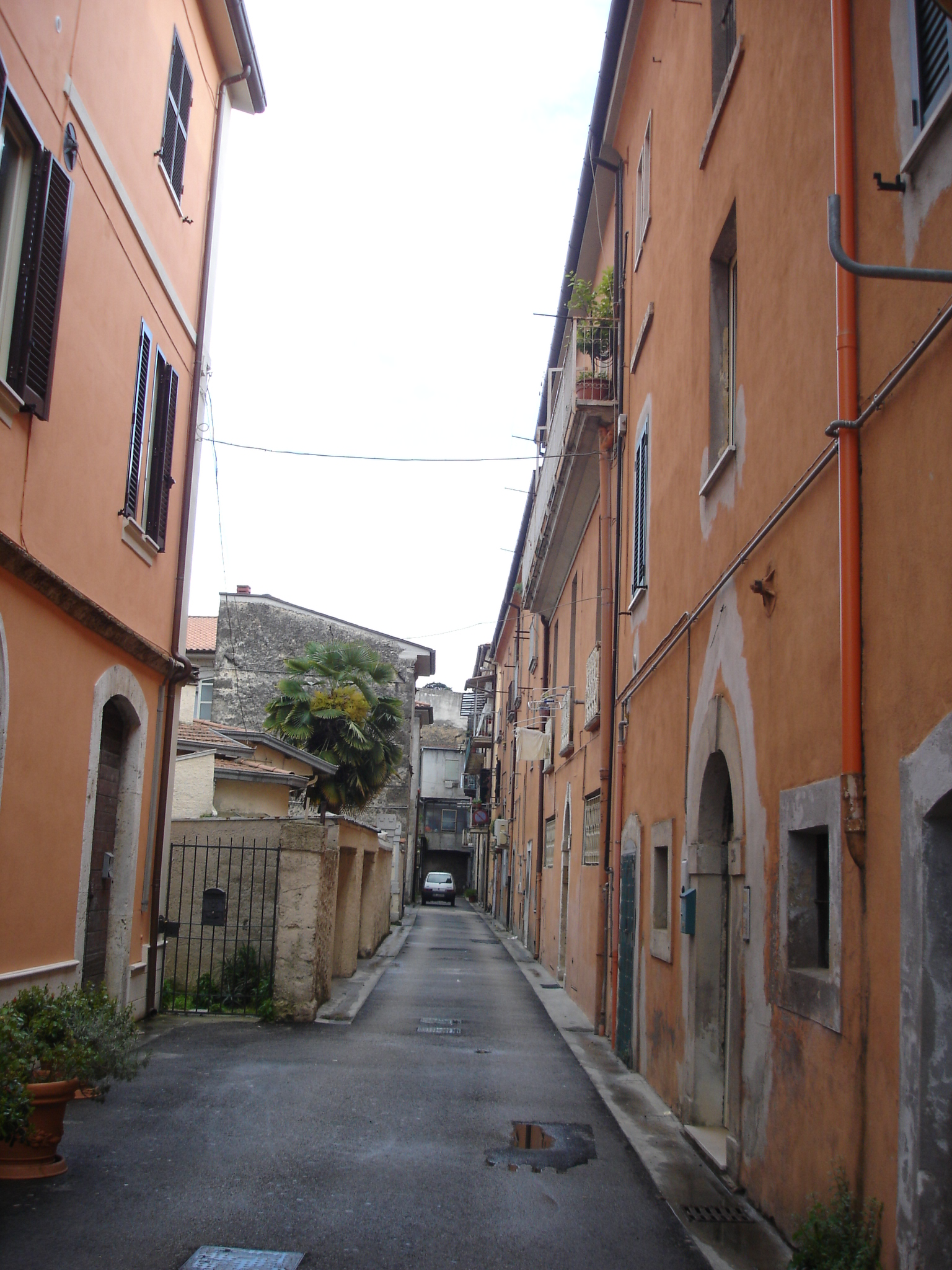
Isola del Liri superiore: Borgonuovo, quartiere operaio
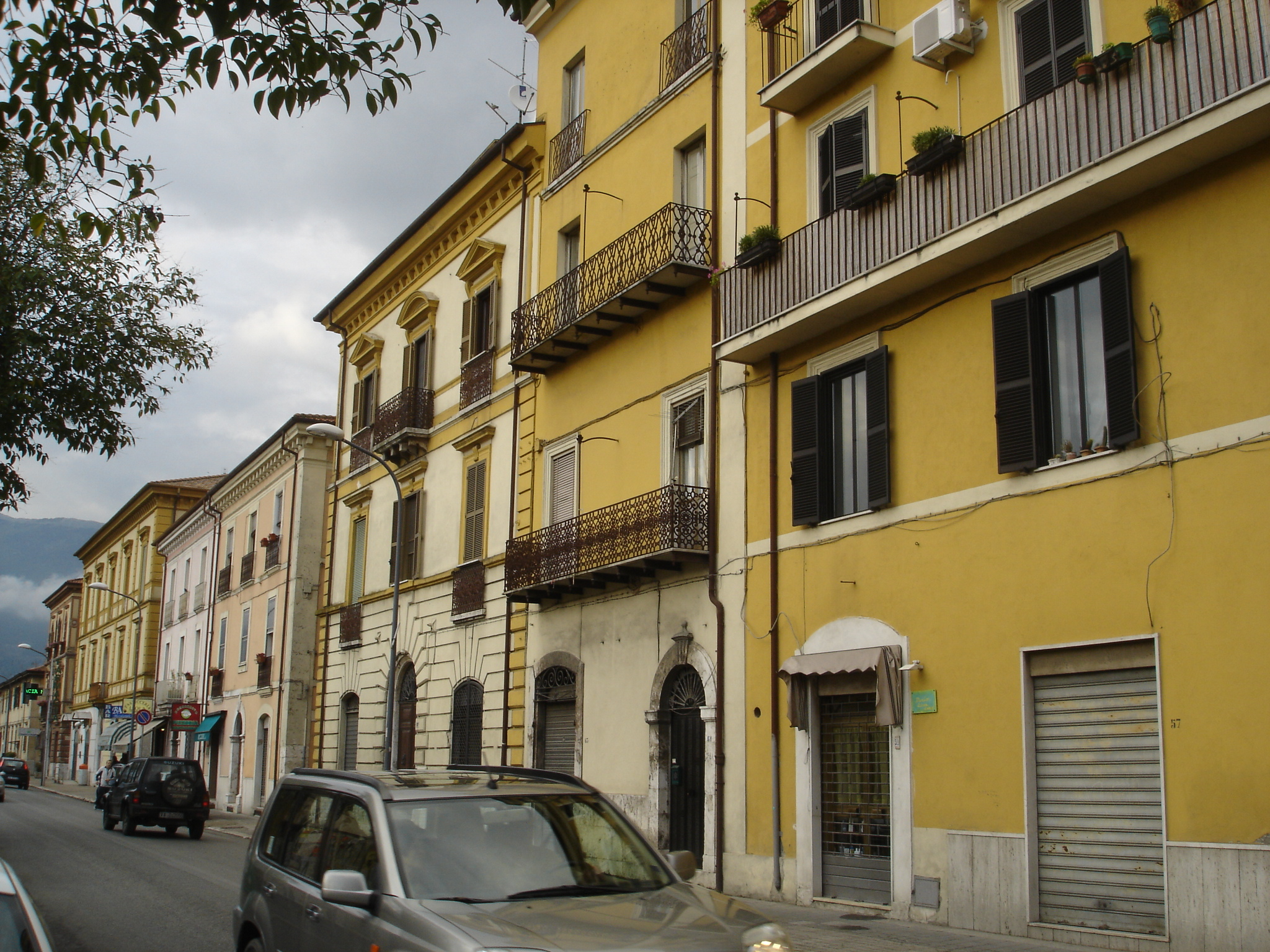
Isola del Liri superiore: Borgonuovo, quartiere operaio